# Philharmonie de Nijni Novgorod
La Philharmonie académique d'État Mstislav-Rostropovitch ou simplement Philharmonie de Nijni Novgorod (Нижегородская государственная академическая филармония имени Мстислава Ростроповича) est un établissement culturel d'État situé à Nijni Novgorod en Russie. C'est l'une des plus anciennes philharmonies de Russie, puisqu'elle a été fondée en 1937. Elle se trouve depuis 1972 dans l'enceinte du Kremlin de Nijni Novgorod.

## Histoire

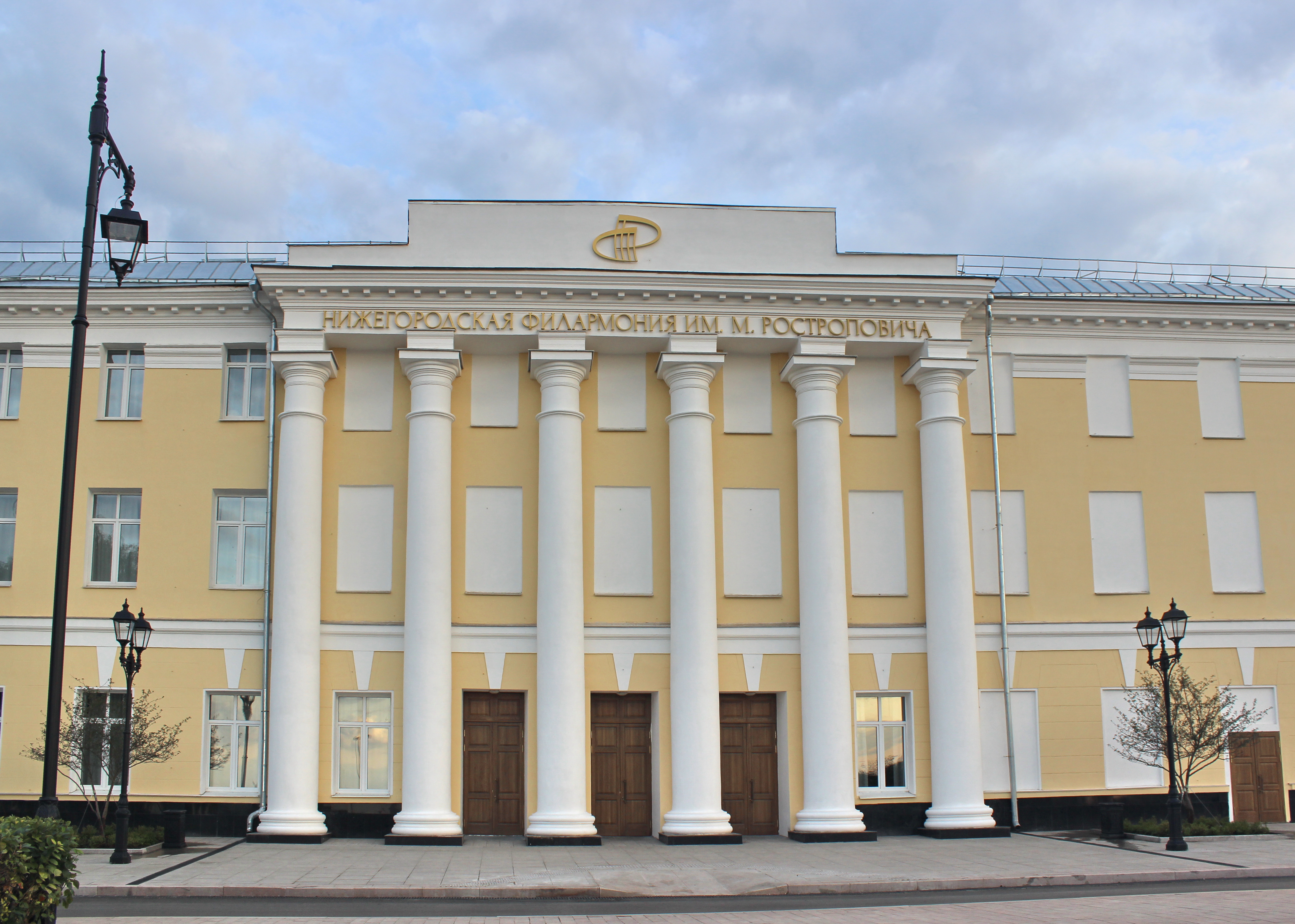
Portique de la façade d'honneur.

La décision de fonder une philharmonie dans la ville de Gorki (nom à l'époque de Nijni Novgorod) est prise en février 1937 par le comité pansoviétique pour les affaires artistiques. L'inauguration a lieu le 23  (ou le 24 selon d'autres sources) mars 1937. L'orchestre symphonique d'État d'URSS y prend part.
Au début la Philharmonie s'installe dans l'ancienne Assemblée publique (aujourd'hui théâtre de marionnettes) sur la rue Sverdlov (aujourd'hui grand-rue de l'Intercession). Pendant les mois d'été de 1937 à 1940, les concerts se tiennent dans le parc du bord de la Volga,.La première composition de la Philharmonie comprend un groupe de variété et un petit orchestre symphonique transféré de la radio à la Philharmonie,. Le chef d'orchestre principal est alors S.L. Lasersohn. Pendant la Grande Guerre patriotique, beaucoup de membres de l'orchestre sont appelés au front; le groupe de variété se produit dans des concerts pour les soldats et dans les hôpitaux.
En 1946, un nouvel orchestre est formé avec 70 personnes. En 1962, la Philharmonie de Gorki est la première à organiser en URSS le festival de musique contemporaine et en 1963, le premier festival de chansons et de musiques de variété.
En 1972, la Philharmonie se tient dans la salle de concert du Kremlin, qui est toujours sa première salle. En 2004, la Philharmonie ajoute le nom de Mstislav Rostropovitch en hommage à ce grand violoncelliste,.

## Activité

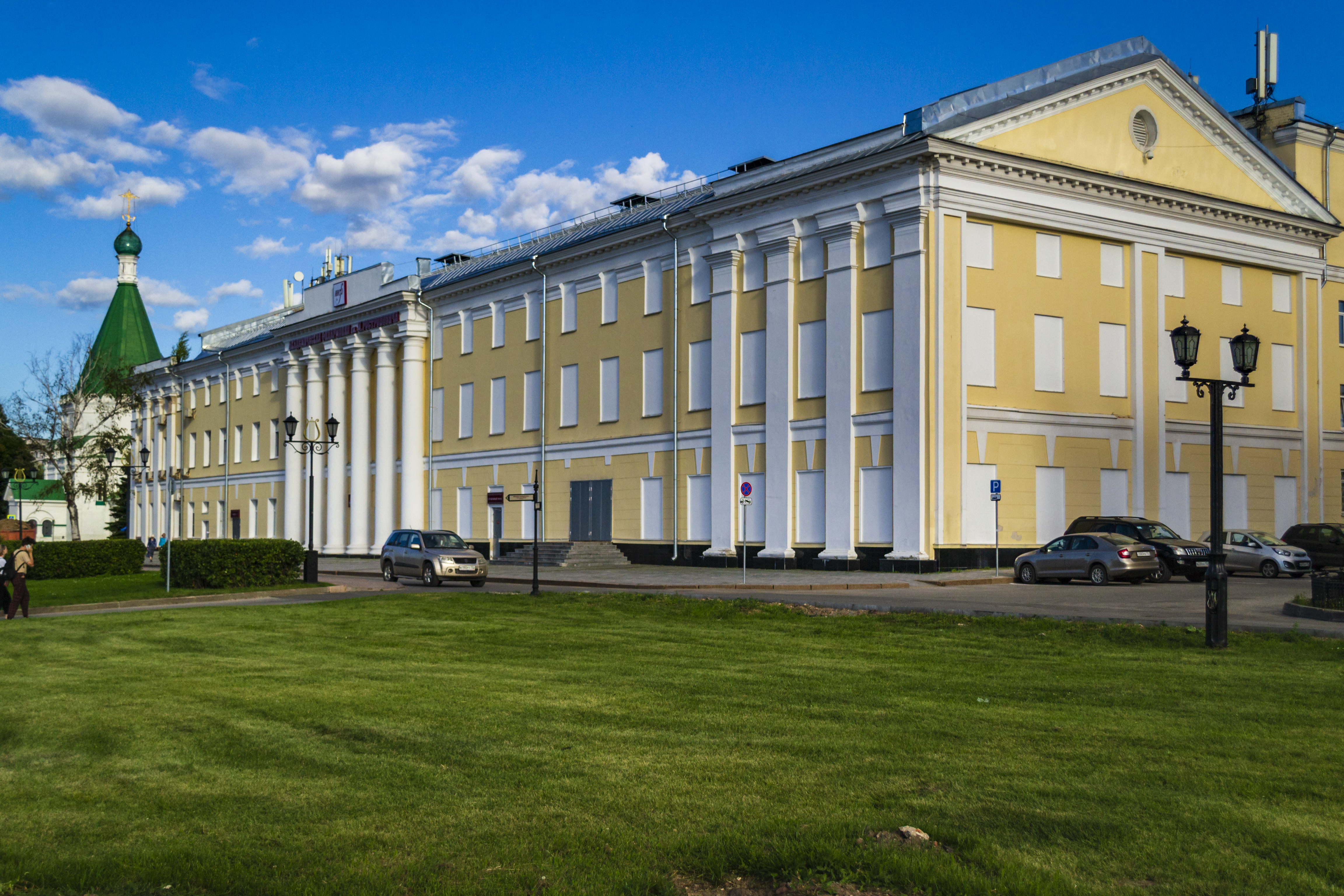
La Philharmonie; au fond la cathédrale Saint-Michel-Archange.

Aujourd'hui la Philharmonie de Nijni Novgorod est l'organisatrice principale des concerts symphoniques, de musique de chambre et d'orgue et autres de la ville de Nijni Novgorod. Il y existe près de deux mille par an. En plus de la salle de concert du Kremlin, les événements musicaux se tiennent à la salle du conservatoire Glinka de Nijni Novgorod, à l'ancienne salle de bal du musée-réserve « Hôtel particulier Roukavichnikov ». Le festival international d'art Sakharov se tient chaque année sous l'égide de la Philharmonie (depuis 1992), ainsi que le festival de bienfaisance pour l'enfance « Les nouveaux noms » (depuis 1994).
En 1997, la Philharmonie de Nijni Novgorod reçoit le titre honorifique d'« académique ». Elle est distinguée comme la « meilleure philharmonie de l'année » en 2001. En 2020, elle obtient le statut de « Trésor national de Russie » ,.